# World Gardens
| Recensione            | Giudizio |
| --------------------- | -------- |
| All About Jazz (1)    |          |
| All About Jazz (2)    |          |
| Concerto              |          |
| Jazz ‘n More          |          |
| Jazzwax               | /        |
| JazzdaGama            | /        |
| Chicago Jazz Magazine | /        |
| IAJRC Journal         | /        |
| Salt Peanuts          | /        |
| Jazzrytmit            | /        |

World Gardens è il quindicesimo album discografico registrato negli Stati Uniti da Roberto Magris per la casa discografica JMood di Kansas City ed è stato pubblicato nel 2018. È l’ultimo di tre dischi incisi con il suo trio di Kansas City ed include sia brani originali che rivisitazioni di standards del jazz, del brano pop Never Can Say Goodbye e di melodie popolari della Slovenia e della Cina, in uno stile di jazz contemporaneo, con influenze Progressive e di Spiritual jazz.

## Tracce
1. Never Can Say Goodbye – 6:20 (Clifton Davis)
2. Pilgrim – 7:50 (Lackner/Nievergelt/Perkins)
3. Blue Bamboo (Yunnan folk song) – 9:12 (Roberto Magris)
4. Another More Blues – 5:13 (Roberto Magris)
5. Song for an African Child – 7:56 (Roberto Magris)
6. Blues at Lunch! – 7:49 (Roberto Magris)
7. Vse Najlepse Rozice / All the Most Beautiful Flowers (Slovenia folk song) – 4:02 (Roberto Magris)
8. High Priest – 6:23 (Andrew Cyrille)
9. I’m Glad There is You – 9:19 (Jimmy Dorsey/Paul Madeira)
10. Stella by Starlight – 9:32 (Victor Young)
11. Audio Notebook – 2:59

## Musicisti
- Roberto Magris - pianoforte
- Dominique Sanders - contrabbasso
- Brian Steever - batteria
- Pablo Sanhueza - congas e percussioni